# Lila (hinduizm)

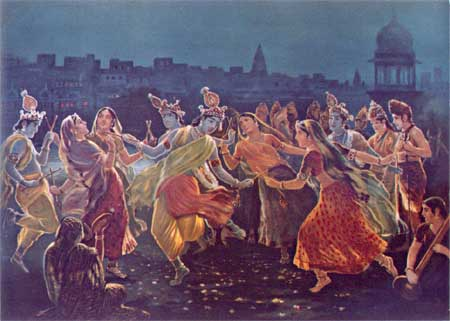
Kryszna z pasterkami gopi podczas tańca rasa-lila

Lila – rozrywki, transcendentne czynności, Bhagawana.
Kryszna ma trzy rodzaje rozrywek – Wradźa-lila, Mathura-lila i Dwaraka-lila. Dziesiąte Canto Śrimad-Bhagavatam zawiera dziewięćdziesiąt rozdziałów, które opisują wszystkie ich rodzaje.
- Pierwsze 4 rozdziały opisują modlitwy Brahmy o usunięcie ciężaru Ziemi oraz pojawienie się Wisznu.
- Rozdziały od 5 do 39 szczegółowo opowiadają o rozrywkach Kryszny we Vrindavan.
- Rozdział 40 opisuje, jak Kryszna oddawał się przyjemnościom w wodach Jamuny oraz ofiarowanie modlitw przez Akrurę.
- Rozdziały od 41 do 51, opowiadają o rozrywkach Kryszny w Mathurze,
- Rozdziały od 52 do 90, relacjonują rozrywki Kryszny w Dwarace.
- Rozdziały od 29 do 33 opisują taniec Kryszny z gopi, znany jako rasa-lila. Dlatego tych pięć rozdziałów znanych jest jako rasa-panćadhjaja.
- Rozdział 47 jest opisem znanym jako bhramara-gita.